# Mullum Malarum
Mullum Malarum es un drama en lengua tamil escrito y dirigido por J. Mahendran. Producida por Venu Chettiar y V. Mohan, la película está protagonizada por Rajinikanth, Sarath Babu, Fatafat Jayalaxmi y Shoba. Marca el debut como director de Mahendran y se basa en la novela homónima de Uma Chandran. Mullum Malarum cuenta la historia de Kali, un operador de cabrestante de un tranvía de cable que adora a su hermana Valli desde que quedaron huérfanos, y enfrentamientos con su jefe Kumaran.
Mahendran leyó sólo una parte de la novela, y desarrolló el guion como él quería, haciendo una película visualmente enfocada sin convenciones de cine tamil fórmulas que le desagradaban como el melodrama, la sobreactuación, el diálogo excesivo o los duetos. Como Mahendran no tenía experiencia previa en dirección, el director de fotografía Balu Mahendra, que ya era un director le ayudó con el guion, el diálogo, los ángulos de cámara, el casting y la edición. La fotografía principal duró unos 30 días, principalmente en Sringeri, Karnataka, aunque algunas escenas también fueron filmadas en Ooty, Tamil Nadu. La película fue editada por D. Vasu, y la banda sonora fue compuesta por Ilaiyaraaja. Mullum Malarum se estrenó el 15 de agosto de 1978. Aunque abrió sus puertas a ingresos de taquilla tibios, las críticas positivas de la crítica y el boca a boca favorable en las últimas semanas ayudaron a que fuera un éxito con una carrera teatral de más de 100 días. La película recibió elogios principalmente por la actuación de Rajinikanth, la cinematografía de Balu Mahendra, la música de Ilaiyaraaja, la escritura de Mahendran y el establecimiento del cine como un "medio visual". Ganó el Filmfare Award a la mejor película Tamil, el Tamil Nadu State Film Award a la mejor película y Rajinikanth ganó el Tamil Nadu State Film Award Special Prize a su actuación.
Mullum Malarum se convirtió en un gran avance para Rajinikanth como actor y un hito del cine tamil por centrarse de manera prominente en las imágenes y el realismo sin las convenciones de cine tamil fórmulas que a Mahendran no le gustaba. El éxito de la película inspiró un remake de Malayalam titulado Venalil Oru Mazha en 1979...

## Argumento
Huérfano a temprana edad, Kali y su hermana Valli crecieron en las calles y eran artistas callejeros. Kali tocaba la batería y Valli se posaba sobre un poste balanceado por un chico mayor. Kali frecuentemente se enoja con la gente ya que él piensa que carece de empatía por las personas socialmente o financieramente necesitadas. Como adultos, los hermanos viven en un pueblo en la cima de una colina donde Kali trabaja para una central eléctrica en el valle de abajo. Desde un cobertizo en el pueblo, opera un torno para un tranvía de cable que transporta a los empleados para trabajar. El nuevo ingeniero de la central eléctrica, Kumaran, se da cuenta de que Kali ofrece viajes gratis a la población no autorizada. Cuando ordena a los pasajeros salir, citando las reglas de operación, Kali se enfada y detiene el tranvía a mitad de camino cuesta abajo. Kumaran hace caso omiso de este acto con una sonrisa.
En la orilla de un canal cercano, Valli conoce a una joven, Manga que junto con su madre, ha llegado de un pueblo asolado por la sequía, Ilaiyangudi. La madre está buscando trabajo ambas mujeres están hambrientas, así que su afición por la comida se convierte en una de sus características principales. Valli los alimenta y los cobija por la noche, le pregunta a Kali sobre permitirles usar la casa vacía de al lado. Mientras tanto, Kali maltrata a sus compañeros de trabajo que sospecha que le delatan a Kumaran. Kali recibe una advertencia final de Kumaran.
Mientras Kali está en el trabajo, Manga aparece, recoge su reloj y declara burlonamente que se escapará con él. Se produce una persecución, llevándolos a través de los bosques y al río. Durante su ausencia, un niño que vive en el valle ha necesitado atención médica. Después de que la alarma de emergencia en el cobertizo ha sonado durante varios minutos, un transeúnte entra para operar a el niño, este es transportado de vuelta en el coche y enviado a un hospital. Al día siguiente, Kumaran suspende a Kali de su trabajo por diez días por mala conducta grave.
Kali y Manga se comprometen a casarse; tienen una simple ceremonia nupcial en el templo local. Kumaran asiste y trae un regalo el cual es dinero, que Kali desprecia, pero Manga acepta. Kumaran se siente atraído por Valli. Después de determinar su voluntad de casarse, pide permiso a Kali, quien le pide que regrese al día siguiente. Más tarde ese mismo día, Kali toma a Murgesa, el tendero local y le ofrece la mano de su hermana en matrimonio. Se organiza una ceremonia de compromiso para Murgesa y Valli. En la ceremonia, Manga interviene en el ritual principal, lo que enfada a Kali con su esposa. Él la agrede físicamente, pero Manga permanece firme en su oposición.
Al día siguiente, Manga convence a Kumaran y Valli para casarse sin que Kali lo sepa. Kali acusa a su hermana de abandonarlo a causa de su discapacidad. Valli se siente culpable. Kali les recuerda a los espectadores que él sigue siendo el hombre más importante en la vida de su hermana. Aunque todavía no le gusta Kumaran, la autoestima de Kali es restaurada, y ofrece sus bendiciones para el matrimonio.

## Reparto
Rajinikanth como Kali.
Sarath Babu como Kumaran. 
Fatafat Jayalaxmi como Manga.
Shoba como Valli.
Venniradai Moorthy como Murugesa.
Samikannu como Maayaandi.

## Producción
Guion
El guionista J. Mahendran se había desilusionado con el cine tamil, decidió tomar un año sabático para escribir guiones, pero estaba bajo la presión constante de los productores de cine para escribir para ellos. Fue entonces cuando Mahendran comenzó a solicitar novelas para adaptarse, una de las cuales fue Mullum Malarum de Uma Chandran. Publicado por primera vez en la revista tamil Kalki, ganó el primer premio en el concurso de novela de Kalki por el jubileo de plata de la revista en 1966. Mientras leía la novela, Mahendran se sintió atraído por el trabajo del protagonista Kali como operador de cabrestantes y por su digno carácter. Leyó hasta el capítulo en el que Kali pierde el brazo ante un tigre, y desarrolló el guion de acuerdo a su propio deseo, desde la infancia de Kali y su hermana hasta el clímax. A diferencia de la novela, en el guion de Mahendran Kali pierde el brazo cuando es atropellado por un camión. First serialised in the Tamil magazine, Kalki,<ref>Además, la novela termina con las muertes de Kali y su esposa Manga, que Mahendran no incluyó en su guion. Escribió el guion como si estuviera anotando sus pensamientos en un diario personal.
Al terminar, Mahendran no presentó inmediatamente su historia a ningún inversor, sino que la archivo, ya que creía que ningún productor querría producir una película que careciera de todas las convenciones de cine tamil. Fue sólo después de que el productor Venu Chettiar de Ananthi Films se acercó a Mahendran con una oferta que lanzó a Mullum Malarum, describiéndolo como una historia de hermano y hermana. Chettiar aceptó la historia sin escucharla completamente y quería que Mahendran escribiese y dirigiese esta. Bajo el supuesto de que Chettiar sólo había aceptado debido a su creencia de que Mahendran haría una exitosa película hermano y hermana como el melodramático Pasamalar, Mahendran se abstuvo de revelarle que lo que visualizaba era radicalmente diferente, con más atención a lo visual que a lo dramático. La película marcó el debut como director de Mahendran con la producción de Chettiar y V. Mohan. Ramasamy fue firmado como director de arte y D. Vasu como editor. Ramachandra Babu declinó cuando Mahendran se acercó para ser el cinematógrafo, y Ashok Kumar, a quien Ramachandra Babu sugirió, no podía aceptar trabajar en la película.
Mahendran no pudo encontrar un buen director de fotografía hasta que el actor Kamal Haasan le presentó a Balu Mahendra, que aceptó trabajar en la película, debutando en el cine tamil. Haasan trabajó como director de producción de la película.
Rodaje
Mullum Malarum fue filmado en película a color ORWO de 35 mm. Se rodó principalmente en Sringeri, Karnataka, con rodaje adicional en Ooty, Tamil Nadu; la fotografía principal duró unos 30 días. Inicialmente Chettiar se negó a dejar que Mahendran disparara en Sringeri, alegando limitaciones financieras, pero el amigo de Mahendran, Pazhaniappan, convenció a Chettiar y accedió a pagar por el programa de rodaje de Sringeri, una vez mientras pasaba por Pondicherry, Mahendran presenció un juego de Uriyadi, que le inspiró a incluir dos escenas de Uriyadi en la película que originalmente no formaban parte del guion. Mahendran también decidió caracterizar el Manga como un meen paithiyam después de haberse inspirado en el entorno marino de Sringeri. Balu Mahendra declaró que evitaba incorporar el habitual baile de héroe/heroína en la película. En su lugar, asignó música al fondo cuando los personajes principales expresaron sus emociones. Como Mahendran no tenía experiencia previa en dirección, Balu Mahendra, que ya era un director establecido, asumió la responsabilidad y respondió a las sugerencias de Mahendran para el guion, el diálogo, los ángulos de cámara, el casting y la edición. Rodó la película predominantemente con luz natural.
Según Mahendran, Chettiar nunca llegó al lugar de rodaje, esperaba una película melodramática, cargada de diálogos y habría dejado el proyecto de lado si hubiera sabido del estilo cinematográfico de Mahendran. Durante el rodaje del clímax en el que Kali deja que Kumaran se case con Valli a pesar de su enemistad, Sarath Babu disputó la parte en la que Kali profesa que todavía no le gusta Kumaran, se enfrentó tempestuosamente a Mahendran, quien le informó que Kali detesta a Kumaran hasta el final. Ofreció la posibilidad de filmarlo con Kali diciendo esas palabras sin Kumaran presente, pero Sarath Babu finalmente apareció.
Según Mahendran, Chettiar estaba descontento con la escalada presupuestaria, negándose inicialmente a financiar una escena antes de la canción "Senthazham Poovil", pero fue conquistado por Haasan que financió la escena. Originalmente se suponía que Sarath Babu debía sincronizar con los labios la escena completa de "Senthazham Poovil", ilustrada en Kumaran y Valli, pero Mahendra y Mahendran acordaron un montaje después de que el actor interpretara una o dos líneas, Chettiar estaba perplejo por la falta de diálogo de la película terminada, ya que contrató a Mahendran como director debido a su éxito como escritor de diálogos y no esperaba una película tan visualmente enfocada. La longitud final del carrete de Mullum Malarum fue de 3.915,46 metros.

## Recepción
Crítica
El crítico de cine Naman Ramachandran comparó la relación de Kali con Valli a cómo las flores necesitan espinas para protegerse.
Según el crítico Baradwaj Rangan, el título Mullum Malarum puede interpretarse de dos maneras: "la espina y la flor", que describe a Kali y Valli; y "hasta una espina florecerá", que prefigura cómo Kali se suaviza al final. Mahendran consideraba esto último como el verdadero significado del título de la película.
S. Rajanayagam, autor del libro 2015 Cine popular y político en el sur de la India: Las películas de MGR y Rajinikanth, describió a Kali como la espina y la flor de la película; caracterizó a Kali como un "joven enojado con un corazón amable" que no admite errores, a pesar de haber cometido actos como romper faros de automóviles y permitir a la gente montar en el carro, en violación de las normas de la central eléctrica. Señaló que películas como Mullum Malarum estereotipan a los pobres y dejan el sistema socioeconómico general que los hizo pobres sin oposición, pero dentro de este sistema, "el héroe será 'más rico' en términos de su rectitud moral".
La periodista Kavitha Muralidharan escribió que la mayoría de las películas de Mahendran muestran personajes con personalidades diferentes, citando el Valli y el Manga en Mullum Malarum como ejemplos. Con respecto a esto, Mahendran dijo, "Sólo les muestro como son en la vida real.